# بوب تورنر (سياسي أمريكي)
بوب تورنر (بالإنجليزية: Bob Turner)‏ هو شخصية أعمال وسياسي أمريكي، ولد في 2 مايو 1941 في نيويورك في الولايات المتحدة. حزبياً، نشط في الحزب الجمهوري. في انتخابات مجلس النواب الأمريكي 2010 ‏، انتخب عضو مجلس النواب الأمريكي عن دائرة New York's 9th congressional district ‏ وقد انضم خلال فترته النيابية ‏ (13 سبتمبر 2011 – 3 يناير 2013) للكتلة البرلمانية الحزب الجمهوري وانتخب عضو مجلس النواب الأمريكي.